# Gökdeniz Karadeniz
Gökdeniz Karadeniz (Giresun, 11 gennaio 1980) è un allenatore di calcio ed ex calciatore turco, di ruolo centrocampista, tecnico del Rubin-2.

## Carriera

### Club
Ha giocato 90 partite e segnato 23 reti nel Trabzonspor PAF, la squadra giovanile del Trabzonspor, nel periodo tra il 1995 e il 1998.
Ha giocato la sua prima partita da professionista per il Trabzonspor nella stagione 1999-2000. Gioca nel club turco 8 anni, diventa una bandiera della squadra e viene paragonato a Ludovic Giuly. In totale vince due coppe nazionali e arriva due volte al secondo posto in campionato prima di passare ai russi del Rubin Kazan' per oltre 8 milioni di euro.
Il 13 marzo 2008 ha firmato un contratto quinquennale in cambio di 8,7 milioni di euro per la squadra russa del Rubin, con cui vince il primo campionato russo nella storia del club.
Gioca tra le file del club russo fino al 2018, quando appende gli scarpini al chiodo dopo aver totalizzato 299 presenze con il club tataro. In suo onore, la società ritira la maglia numero 61.

### Nazionale
Impiegato spesso nella Nazionale turca, Gokdeniz conta 47 presenze e 6 gol in nazionale maggiore, e diverse presenze nei settori giovanili. Nel 2003 arriva terzo alla Confederations Cup e nel 2008 viene convocato per l'Europeo.

## Statistiche

### Presenze e reti nei club
Statistiche aggiornate al 27 novembre 2019.
| Stagione           | Squadra            | Campionato         | Campionato | Campionato | Coppe nazionali | Coppe nazionali | Coppe nazionali | Coppe continentali | Coppe continentali | Coppe continentali | Altre coppe | Altre coppe | Altre coppe | Totale | Totale |
| Stagione           | Squadra            | Comp               | Pres       | Reti       | Comp            | Pres            | Reti            | Comp               | Pres               | Reti               | Comp        | Pres        | Reti        | Pres   | Reti   |
| ------------------ | ------------------ | ------------------ | ---------- | ---------- | --------------- | --------------- | --------------- | ------------------ | ------------------ | ------------------ | ----------- | ----------- | ----------- | ------ | ------ |
| 1997-1998          | Trabzonspor        | SL                 | 1          | 0          | TK              | 0               | 0               | -                  | -                  | -                  | -           | -           | -           | 1      | 0      |
| 1998-1999          | Trabzonspor        | SL                 | 0          | 0          | TK              | 0               | 0               | -                  | -                  | -                  | -           | -           | -           | 0      | 0      |
| 1999-2000          | Trabzonspor        | SL                 | 10         | 0          | TK              | 0               | 0               | -                  | -                  | -                  | -           | -           | -           | 10     | 0      |
| 2000-2001          | Trabzonspor        | SL                 | 33         | 5          | TK              | 2               | 0               | -                  | -                  | -                  | -           | -           | -           | 35     | 5      |
| 2001-2002          | Trabzonspor        | SL                 | 33         | 4          | TK              | 3               | 0               | -                  | -                  | -                  | -           | -           | -           | 36     | 4      |
| 2002-2003          | Trabzonspor        | SL                 | 31         | 4          | TK              | 4               | 3               | -                  | -                  | -                  | -           | -           | -           | 35     | 7      |
| 2003-2004          | Trabzonspor        | SL                 | 33         | 13         | TK              | 1               | 2               | CU                 | 2                  | 1                  | -           | -           | -           | 36     | 16     |
| 2004-2005          | Trabzonspor        | SL                 | 32         | 12         | TK              | 3               | 2               | UCL+CU             | 4+2                | 1+1                | -           | -           | -           | 41     | 16     |
| 2005-2006          | Trabzonspor        | SL                 | 15         | 6          | TK              | 0               | 0               | UCL                | 2                  | 0                  | -           | -           | -           | 17     | 6      |
| 2006-2007          | Trabzonspor        | SL                 | 34         | 8          | TK              | 8               | 3               | CU                 | 4                  | 1                  | -           | -           | -           | 46     | 12     |
| 2007-feb. 2008     | Trabzonspor        | SL                 | 24         | 11         | TK              | 4               | 3               | CI                 | 2                  | 0                  | -           | -           | -           | 30     | 14     |
| Totale Trabzonspor | Totale Trabzonspor | Totale Trabzonspor | 249        | 63         |                 | 25              | 11              |                    | 16                 | 4                  |             | -           | -           | 290    | 78     |
| 2008               | Rubin              | PL                 | 27         | 6          | KR              | 0               | 0               | -                  | -                  | -                  | -           | -           | -           | 27     | 6      |
| 2009               | Rubin              | PL                 | 25         | 6          | KR+KR           | 2+0             | 0+0             | UCL                | 6                  | 1                  | SR          | 1           | 0           | 34     | 7      |
| 2010               | Rubin              | PL                 | 17         | 1          | KR              | 0               | 0               | UEL                | 4                  | 0                  | SR          | 0           | 0           | 21     | 1      |
| 2011               | Rubin              | PL                 | 24         | 4          | KR              | 0               | 0               | UCL+UEL            | 6+2                | 0+0                | -           | -           | -           | 32     | 4      |
| 2011-2012          | Rubin              | PL                 | 11         | 2          | KR              | 5               | 2               | UCL+UEL            | 4+8                | 0+1                | -           | -           | -           | 28     | 5      |
| 2012-2013          | Rubin              | PL                 | 28         | 3          | KR              | 1               | 0               | UEL                | 12                 | 4                  | SR          | 1           | 0           | 42     | 7      |
| 2013-2014          | Rubin              | PL                 | 21         | 3          | KR              | 1               | 1               | UEL                | 9                  | 2                  | -           | -           | -           | 31     | 6      |
| 2014-2015          | Rubin              | PL                 | 21         | 7          | KR              | 3               | 0               | -                  | -                  | -                  | -           | -           | -           | 24     | 7      |
| 2015-2016          | Rubin              | PL                 | 22         | 5          | KR              | 0               | 0               | UEL                | 6                  | 2                  | -           | -           | -           | 28     | 7      |
| 2016-2017          | Rubin              | PL                 | 9          | 0          | KR              | 2               | 0               | -                  | -                  | -                  | -           | -           | -           | 11     | 0      |
| 2017-2018          | Rubin              | PL                 | 21         | 2          | KR              | 0               | 0               | -                  | -                  | -                  | -           | -           | -           | 21     | 2      |
| Totale Rubin Kazan | Totale Rubin Kazan | Totale Rubin Kazan | 226        | 39         |                 | 14              | 3               |                    | 57                 | 10                 |             | 2           | 0           | 299    | 52     |
| Totale carriera    | Totale carriera    | Totale carriera    | 475        | 102        |                 | 39              | 14              |                    | 73                 | 14                 |             | 2           | 0           | 589    | 130    |

## Palmarès

### Club

#### Competizioni nazionali
- Coppa di Turchia: 2

Trabzonspor: 2002-2003, 2003-2004
- Campionato russo: 2

Rubin Kazan': 2008, 2009
- Coppe di Russia: 1

Rubin Kazan: 2011-2012
- Supercoppa di Russia: 2

Rubin Kazan': 2010, 2012

#### Competizioni internazionali
- Coppa dei Campioni della CSI: 1

Rubin Kazan': 2010